# Chlorella
Chlorella (Chlorella) – glon z gromady zielenic. Najpowszechniej występujący gatunek to chlorella zwyczajna (Chlorella vulgaris), podczas gdy gatunek typowy to Ch. ellipsoidea Gerneck. Występuje w każdym wodnym i wilgotnym środowisku: w wodach słodkich i słonych, w wilgotnej korze i ziemi (aerofit), a także we wnętrzu innych organizmów, jako zoochlorella. Wśród polskich glonów planktonowych znaleziono następujące gatunki: Ch. ellipsoidea, Ch. luteoviridis, Ch. minutissima i Ch. oocystoides w wodach śródlądowych i Ch. vulgaris w Bałtyku.  Jest to glon jednokomórkowy o zielonej barwie i kulistym (ewentualnie elipsoidalnym) kształcie. Nie tworzy kolonii. Zawiera jeden duży, kubkowaty chloroplast. Jest organizmem autotroficznym. Zawiera barwnik zwany chlorofilem, który umożliwia przeprowadzanie fotosyntezy. Chlorella bywa także heterotroficzna, gdy pokarm jest łatwo dostępny (miksotrofizm). Rozmnaża się przez podział komórki na autospory, które wydostają się na zewnątrz po rozerwaniu ściany komórkowej komórki macierzystej. 
Według systemu systematycznego Lewisa i McCourta (2004) opierającego się na badaniach molekularnych, przedstawicieli gatunków należących do tego rodzaju należy umieścić w różnych rzędach, a nawet klasach zielenic, gdyż podobieństwo morfologiczne jest jedynie wynikiem konwergencji.